# Aspidura guentheri
Aspidura guentheri là một loài rắn trong họ Colubridae. Loài này được Ferguson mô tả khoa học đầu tiên năm 1876.